# 바샤르 자파리

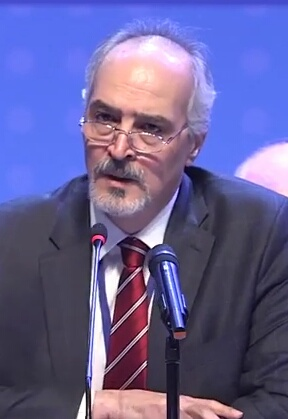
바샤르 자파리

바샤르 자파리 (Bashar Jaafari) 또는 자파리 (Ja'afari, 1956년 4월 14일 ~)는 시리아의 외교관이자 관료로, 2006년부터 2020년까지 국제 연합 주재 시리아 아랍 공화국 상임대표를 지냈다. 2020년부터 현재까지 시리아 외무부 차관으로 재직하고 있다.

## 외교 경력
자파리는 1980년, 시리아 외무부에서 외교관 경력을 쌓기 시작했다. 1983년까지 프랑스에서 외교관으로 근무했으며, 1991년에는 국제 연합 주재 시리아 아랍 공화국 대표부 대사관 비서관 고문으로 일했다. 이후 프랑스로 돌아와 1997년, 파리 주재 시리아 대사관 고문으로 임명되었다. 1998년, 인도네시아 주재 시리아 대사, 2002년, 시리아 외무부 국제기구국장으로 임명되기도 했다.
2020년 11월, 자파리는 시리아 외무부 차관이 되었다.

## 사생활
자파리는 결혼하여 세 자녀를 두고 있다. 자파리는 아랍어, 영어, 프랑스어, 페르시아어에 능통하다.